# Викио (Фиренца)
Викио (итал. Vicchio) је насеље у Италији у округу Фиренца, региону Тоскана.
Према процени из 2011. у насељу је живело 3805 становника. Насеље се налази на надморској висини од 186 м.

## Становништво
| 1936.  | 1951.  | 1961. | 1971. | 1981. | 1991. | 2001. | 2011. |
| ------ | ------ | ----- | ----- | ----- | ----- | ----- | ----- |
| 11.551 | 10.462 | 7.660 | 5.917 | 5.976 | 6.271 | 7.145 | 8.117 |